# 朱幼埼
沁源端宪王朱幼埼（1431年—1475年2月26日），明朝沁源恭定王朱佶㷆嫡长子，母亲是王妃黄氏。瀋简王朱模孙，明太祖曾孙。明朝第二代沁源王。

## 生平
正統九年（1444年）三月，朱幼埼得朝廷赐名，后来受封为沁源王长子。
正統十三年（1448年）四月，明英宗賜朱幼埼夫人鮑氏誥命冠服等物。鲍夫人是潞州民鮑友才之女。同年十二月，朱佶㷆奏鮑夫人三歲時其父鮑友才就去世了，由伯父鮑友榮撫養，請求賜鮑友榮冠帶。但明英宗不允許，并责令禮部告知各王府，今後不許為王妃、夫人的叔伯兄弟求官職，違者治罪，並作為法令。
正统十四年（1449年），生父朱佶㷆去世。景泰元年（1450年）八月，朱幼埼的大伯瀋康王朱佶焞奏朱佶㷆死後妃眷子女眾多，请求如前赐予祿米以为养赡，获准。
景泰四年（1453年）正月，明代宗命襄城伯李瑾、刑科右給事中司馬恂為正副使，持節冊封朱幼埼為沁源王，鲍夫人為沁源王妃，賜儀仗冠服等物。
景泰六年（1455年）五月，因朱幼埼等王奏称袍服坏了不能穿，朝廷赐大紅織金袞龍紵絲紗羅一匹。天顺元年（1457年）六月，因朱幼埼与平遥王朱幼𡑆奏请，各自给煤戶菜戶各二戶。
同年八月，朱幼埼祖母余氏去世，朱幼埼因此上奏，天顺二年（1458年）二月，朝廷按其所奏賜鈔二千九百貫。
潞州知州孙珂、判官冯徽刚到任，朱幼埼宴请他们。席间，他们索要女乐助兴。监察御史巡按山西张进禄到任后，朱幼埼的堂兄瀋庄王朱幼㙾更设宴款待，张进禄又和孙珂、冯徽议论朝政。孙珂查出瀋王府教授孫達受贿，被孙达告发，又通过张进禄收押孙达处以杖刑。明宪宗派官员查得实情，成化七年（1471年）九月，朝廷以张進祿、孙珂、冯徽放肆狂言、索要女樂、蔑棄禮法，都贬到边卫充军。
朱佶㷆作为首封郡王，岁禄二千石，朱幼埼作为第二代郡王，岁禄一千石。但瀋王府失察，仍然照旧给朱幼埼岁禄二千石。户部统计多给了大约二萬石，请求扣除还给官府。成化七年（1471年）十二月，明宪宗特别恩准这部分禄米免于还给官府。成化八年（1472年）九月，因朱幼埼所请，将其折色祿米中的一百石改为本色。
成化十一年（1475年）正月，朱幼埼去世。宪宗得知，輟朝一日，按制度賜祭葬，谥端憲。同年五月，因其子沁源長子朱詮鍾多次请求，照旧赐给其禄米。按旧制，郡王死后祿米停支，等长子袭封后再请求赐给，如果郡王死时长子还未受封仍然获准如旧给禄米，都属于特恩。成化十三年（1477年）九月，朱詮鍾受册袭封为沁源王。

### 分歧记载
《明孝宗敬皇帝實錄卷二十五》载，弘治二年（1489年）二月，因晉府沁源王朱幼埼所请，赐四書集註詩傳各一部。误，沁源王属于瀋王府，非晋王府，且当时的沁源王应为朱诠鍾。

## 评价
- 《弇山堂别集》卷075：守禮執義，博聞多能。

## 家庭

### 妻妾
- 王妃鲍氏
- 夫人宋氏（1443年9月1日—1525年），以鎮國將軍朱詮鉂生母封夫人。孔公才爲其墓誌銘撰文[17]。

### 子孙
- 嫡长子沁源荣靖王朱詮锺
- 次子朱詮鑋，天順七年（1463年）二月赐名[18]
- 嫡第三子镇国将军朱詮鉂，成化二年（1466年）三月赐名[19]
  - 嫡长子輔國將軍朱勛湛，弘治元年（1488年）三月赐名，[20]弘治十六年（1503年）九月按制度赐诰命冠服[21]，其父早逝，由祖母宋氏撫養[17]
  - 嫡次子輔國將軍朱勛渼，弘治元年（1488年）三月赐名，[20]弘治十六年（1503年）九月按制度赐诰命冠服[21]
  - 嫡三子朱勛潏，弘治元年（1488年）十月赐名[22]，其祖母宋氏墓誌未載，或早夭[17]